# Parasyrisca altaica
Parasyrisca altaica är en spindelart som beskrevs av Ovtsharenko, Platnick och Yuri M. Marusik 1995. Parasyrisca altaica ingår i släktet Parasyrisca och familjen plattbuksspindlar.
Artens utbredningsområde är Kazakstan. Inga underarter finns listade i Catalogue of Life.